# Arachnura pygmaea
Arachnura pygmaea là một loài nhện trong họ Araneidae.
Loài này thuộc chi Arachnura. Arachnura pygmaea được Tord Tamerlan Teodor Thorell miêu tả năm 1890.